# Clã MacThomas
O clã MacThomas é um clã escocês membro da Confederação Chattan.

## História

### Origens
O progenitor do clã MacThomas foi Thomas, que era um highlander gaélico, conhecido como "Tomaidh Mor" e do qual deriva o nome do clã. Ele era neto de William Mackintosh, sétimo chefe do clã Mackintosh e oitavo chefe da Confederação Chattan. Thomas viveu no século XV, quando o clã Chattan tornou-se tão grande que inviabilizou sua administração. Thomas juntou a porção do clã oriunda de Badenoch e atravessou as montanhas Grampian até o Glen Shee, onde se estabeleceram. Ali, aquela porção do Clã Chattan reunida por Thomas prosperou e tornou-se conhecida por "Mccomie", "Mccolm" e "Mccomas", que são formas fonéticas do gaélico. O clã MacThomas foi descrito em uma lista de clãs nos atos do parlamento de 1587 e de 1595, sendo conhecidos pelo governo de Edimburgo como "MacThomas".

### Séculos XVI e XVII
Os primeiros chefes do clã MacThomas governaram do Thom, um assentamento oposto ao Spittal de Glenshee, na margem oriental do Rio Shee. Acredita-se também que ali esteja a tumba de Diarmid, das sagas fingalianas. Em torno de 1600, Robert Mccomie de Thom, o quarto chefe, foi assassinado e a chefia do clã foi transmitida a seu irmão John Mccomie de Finegand. O assentamento de Finegand ficava em torno de cinco quilômetros além de Glenshee e tornou-se a nova sede dos chefes dos MacThomas. O nome "Finegand" é uma corruptela do gaélico feith nan ceann, que significa "córrego das cabeças" – possível referência a um evento supostamente ocorrido no século XV, no qual habitantes da região, irritados com os abusivos impostos, deceparam os coletores e atiraram suas cabeças em um córrego.
O sétimo chefe foi John Mccomie (Iain Mor), que se tornou figura folclórica de Perthshire. Coletores de impostos, particularmente aqueles do Earl de Atholl, parece terem-no ofendido. O Earl contratou um espadachim renomado da Itália para matar Mccomie mas este conseguiu derrotá-lo.
Durante a Guerra Civil Escocesa do século XVII, o Clã MacThomas apoiou Carlos I da Inglaterra. Iain Mor MacThomas juntou-se a James Graham, 1º marquês de Montrose em 1644 em Dundee. Quando os roialistas capturaram Aberdeen, Iain Moi capturou Sir William Forbes, sherife de Aberdeen e comandante da cavalaria de Covenanter. 
Depois de ter sido derrotado na Batalha de Philiphaugh, Iain Mor MacThomas retirou seu apoio a Montrose, passando a se concentrar na ampliação de suas terras, o que incluiu a compra do baronato de Forter do Earl de Airlie. Após a Restauração de 1660, MacThomas foi pesadamente multado pelo Parlamento e o Earl de Airlie tentou recuperar algumas de suas terras. A ação legal de Airlie foi exitosa mas o chefe dos MacThomas recusou-se a reconhecê-la e manteve seu gado pastando nas terras em disputa. Como resposta, Airlie usou seu direito legal para arrendar as terras aos membros do Clã Farquharson, levando à luta entre os dois clãs. Em 28 de janeiro de 1673, Farquharson de Broughdearg foi morto junto a dois filhos de Iain Mor MacThomas. As disputas legais que se seguiram enfraqueceram o chefe dos MacThomas, falecendo em 1676. Seus filhos remanescentes foram obrigados a vender as terras.
O chefe dos MacThomas é novamente mencionado em 1678 e em 1681 nas proclamações do governo, mas o clã começou a se desfazer. Alguns se mudaram para o sul, em direção ao vale do Rio Tay, onde passaram a ser conhecidos como "Thomson", enquanto outros dirigiram-se para Angus, em Fife, onde se tornaram conhecidos como "Thomas", "Thom" ou "Thoms". O décimo chefe adotou o nome "Thomas" e, mais tarde, "Thoms". Ele fundou um assentamento ao norte de Fife, onde desenvolveu produção rural exitosa.

### Século XVIII aos dias atuais
A principal família fugiu para Fife, onde se tornaram agricultores exitosos antes de retornar a Dundee. Nessa cidade, envolvendo-se com propriedades e seguros, a família prosperou juntamente com a população de Dundee, que dobrou no século XVIII. Outros membros do clã mudaram-se para Aberdeenshire, onde William McCombie tornou-se famoso por criar o gado Aberdeen-Angus. Patrick, o 16.º chefe, tornou-se Provost de Dunde – espécie de prefeito –, em 1847, comprando a propriedade Aberlemno. Seu filho, George, tornou-se um dos mais jovens sherifes da Escócia em 1870. Quando morreu, George doou sua fortuna (4,3 milhões de libras esterlinas, corrigidas) à Catedral de São Magnus, em Orkney, junto com a propriedade Aberlemno. Seu herdeiro, Alfred, 17.º chefe, contestou o testamento de George em famoso caso em Edimburgo em 1905, mas perdeu. Em 1954, a Sociedade do Clã MacThomas foi fundada por Patrick, 18.º chefe, que se casou com uma prima de terceiro grau de Isabel II do Reino Unido. Seu filho, Andrew, o 19.º e atual chefe, tem-se dedicado à preservação da história do clã MacThomas em Glenshee.

## Características

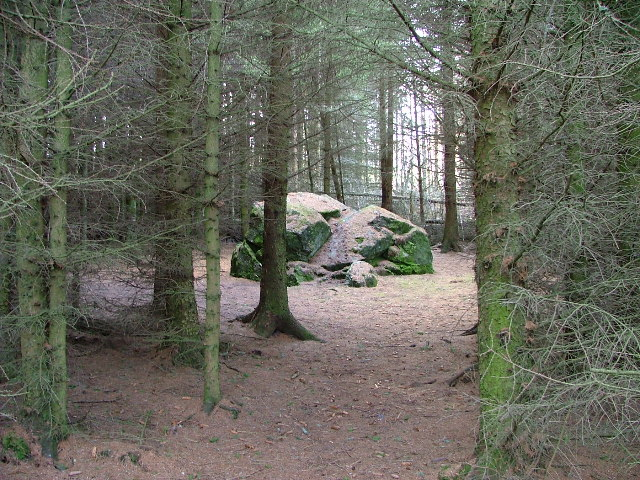
Clach Na Coileach ou Cockstane, local de encontro do clã MacThomas.

### Mote e atual chefe
- Mote: Deo juvante invidiam superabo (Latim "Com a ajuda de Deus, superarei o mal")[2].
- Chefe do clã: Andrew MacThomas de Finegand, 19.º chefe do clã MacThomas[2].

### Ramos
Ramos do clã MacThomas reconhecidos pela Sociedade do Clã MacThomas:
- Combie[2]
- MacOmie[2]
- MacOmish[2]
- McColm[2]

- McComas[2]
- McComb(e)[2]
- McCombie[2]
- McComie[2]

- McComish[2]
- Tam[2]
- Thom[2]
- Thoms[2]

- Thomas[2]
- Thomson[2]

Note: prefixes Mac e Mc são equivalentes.

### Lista de chefes
| Chief | Name                                            | Dates                 | Notes |
| ----- | ----------------------------------------------- | --------------------- | --- |
| 1.º   | Thomas (Tomaidh Mor)                            | século XV             | Assentado em Thom, margem oriental do Rio Shee. |
| 2.º   | John MacThomaidh de Thom                        | Inícios do século XVI | Filho ou neto de Tomaidh Mor. |
| 3.º   | Adam MacThomaidh de Thom                        | Meados do século XVI  | Filho de John. |
| 4.º   | Robert MacThomaidh de Thom                      | Assassinado em 1600   | O assentamento Thom foi perdido quando sua única filha casou-se com um Farquharson. |
| 5.º   | John McComie de Finegand                        | 1600–1610             | Irmão de Robert; transferiu a sede da chefia para Finegand. |
| 6.º   | Alexander McComie de Finegand                   | 1610–1637             | Casou-se com uma Farquaharson e recebeu mais terras em Benzian Mor, em Glenshee. |
| 7.º   | John McComie (Iain Mor)                         | 1637–1676             | Filho de Alexander; conhecido como "McComie Mor", expandiu o território e o prestígio do clã; adquiriu terras e o baronato de Forter, em Glenisla (1651); apoiou James Graham, 1.º marquês de Montrose em 1644 |
| 8.º   | James McComie                                   | 1674–1676             | Terceiro filho de Iain Mor. |
| 9.º   | Thomas McComie                                  | 1676–1684             | Quinto filho de Iain Mor. |
| 10.º  | Angus Thomas                                    | 1684–1708             | Sexto filho de Ian Mor, conhecido como "Mr. Angus", foi educado na Universidade de Santo André, Fife. |
| 11.º  | Robert Thomas                                   | 1708–1740             | Filho de Angus, adquiriu propriedade em Cullarnie, mudando-se posteriormente para Belhelvie. |
| 12.º  | David Thomas de Belhelvie                       | 1740–1751             | Filho mais velho de Robert. Morreu jovem. |
| 13.º  | Henry Thomas de Belhelvie                       | 1751–1797             | Segundo filho de Robert. Continuou a lavoura em Belhelvie. |
| 14.º  | William Thoms                                   | 1797–1843             | Filho mais velho de Henry, tornou-se mercador em St. Andrews, morreu sem filhos. |
| 15.º  | Patrick Hunter MacThomas Thoms                  | 1843–1870             | Filho de George Thoms (um filho de Henry e meio-irmão de William). Provost de Dundee. Comprou a propriedade de Aberlemno, em Angus.                                                                            |
| 16.º  | George MacThomas Thoms                          | 1870–1903             | Filho de Patrick; sherife de Caithness, Orkney e Shetland. Doou sua vasta fortuna e terras à Catedral de São Magnus, em Kirkwall.                                                                              |
| 17.º  | Alfred MacThomas Thoms                          | 1903–1958             | |
| 18.º  | Patrick MacThomas of Finegand                   | 1958–1970             | Bisneto de Patrick, o primeiro chefe a ser oficialmente reconhecido pela Corte de Lorde Lyon desde Thomas McComie, em 1676. Oficial do Exército. Casou-se com uma prima de terceiro grau de Isabel II.         |
| 19.º  | Andrew MacThomas de Finegand (MacThomaidh Mhor) | 1970-                 | Atual chefe, banqueiro aposentado. |

## Notes
1. 1 2 3 4 5 6 7 8 9 10 11 12 13 14 15 16 17 18 19 20 21 22 23 24 25  WAY, George, SQUIRE, Romily. Collins Scottish Clan & Family Encyclopedia. 1994. Pgs 258 - 259.
2. 1 2 3 4 5 6 7 8 9 10 11 12 13 14 15 16 17 18  Andrew MacThomas of Finegand, The History of the Clan MacThomas, 2009.
3. ↑  Latta MS. (viz., The Scottish Genealogist, Vol. XII N. 4, p. 91, n5)
4. ↑  A. M. Mackintosh; Mackintosh Families in Glenshee and Glenisla, 1916; pp. 48-51
5. ↑  W. M'Combie Smith; Memoir of the Families of M'Combie and Thoms, 1889; pp. 30-36
6. ↑  W. M'Combie Smith; op. cit., p.165; supõe que Montrose e Iain Mor tornaram-se amigos pessoais.
7. ↑  A. M. Mackintosh; op. cit.; p. 52